# Francesco Cherubini
Francesco Cherubini (* 27. Dezember 1865 in Soriano nel Cimino, Provinz Viterbo; † 12. April 1934) war ein römisch-katholischer Erzbischof und Diplomat des Heiligen Stuhls.

## Leben
Am 9. Dezember 1915 ernannte ihn Papst Benedikt XV. zum Titularerzbischof von Nicosia und bestellte ihn zum Apostolischen Delegaten in Haiti. Der Leiter der Päpstlichen Kämmerei, Kurienerzbischof Vittorio Amedeo Ranuzzi de’ Bianchi, spendete ihm am 12. Dezember desselben Jahres die Bischofsweihe; Mitkonsekratoren waren der Sekretär der Kongregation für die Ordensleute, Kurienerzbischof Donato Raffaele Sbarretti Tazza, und der Bischof von Caiazzo, Luigi Ermini. Am 2. März 1920 bestellte ihn Benedikt XV. zum Apostolischen Nuntius in Jugoslawien.
Francesco Cherubini trat am 15. Februar 1921 als Apostolischer Nuntius in Jugoslawien zurück.